# 保尔丁 (俄亥俄州)
保尔丁（Paulding）是美国俄亥俄州保尔丁县的一个村，是保尔丁县的县城。 它主要位于保尔丁镇区。 2010年人口普查时人口为3605人。

## 历史
保尔丁是一个规划的社区，1848年在县中心成立，并以县为名，投机者预计通过移动县城获利。 1851年，县城被从坐落十年的县城Charloe搬迁; 在此之前，法院位于新罗切斯特。